# Międzyrzec Podlaski

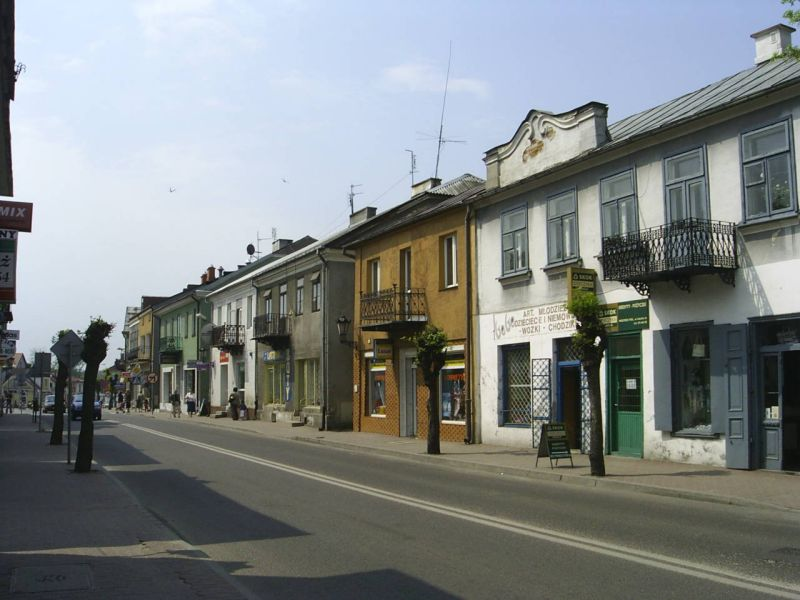
Carrer de Międzyrzec Podlaski

Międzyrzec Podlaski és un poble al sud-est de Polònia ubicat entre Biała Podlaska i Lublin, el 2005 tenia una àrea urbana d'aproximadament 17.300 habitants. És la capital d'una gmina separada dintre del voivodat de Lublin. Per Międzyrzec Podlaski hi passa el riu Krzna. Existeix com a població des de 1174. Per arribar al poble es pot seguir la carretera europea E30.